# NE 81
Der NE 81 ist ein vierachsiger Dieseltriebwagen, der speziell für die Nichtbundeseigenen Eisenbahnen konzipiert und erstmals 1981 ausgeliefert wurde. Ebenfalls als NE 81 bezeichnet werden die dazugehörigen Steuerwagen und Beiwagen. Seit 2006 besitzt auch die Deutsche Bahn AG gebraucht erworbene Fahrzeuge dieses Typs, sie bezeichnet die Triebwagen als Baureihe 626 beziehungsweise die Steuerwagen als Baureihe 926. Insgesamt wurden 26 Triebwagen, 14 Steuerwagen und drei Beiwagen hergestellt.

## Geschichte
Der NE 81 wurde in den 1970er Jahren von O&K entwickelt. Er ist besonders auf die Anforderungen der Nichtbundeseigenen Eisenbahnen (NE) mit mittlerem Verkehr zugeschnitten. Die bereits in der ersten Hälfte der 1970er Jahre für die Deutsche Bundesbahn entwickelten Dieseltriebwagen der Baureihen 627.0 und 628.0 waren hierfür nicht geeignet, da sie auf ihren jeweiligen Einsatzstrecken nicht als Schlepptriebwagen im Güterverkehr  eingesetzt werden konnten. Mit einer maximalen Anhängelast von 400 Tonnen erfüllt der NE 81 diese Anforderung. Doch noch vor Fertigstellung des ersten Fahrzeugs im Berliner Werksteil stellte O&K den Bau von Schienenfahrzeugen ein und verkaufte die laufende Produktion des NE 81 an Waggon Union (WU).
Am 6. September 2018 war der VT 420 an der ersten Fahrt mit ETCS Level 3 im Netz der Deutschen Bahn, auf der Bahnstrecke Annaberg-Buchholz–Schwarzenberg, beteiligt.

### Erste Serie

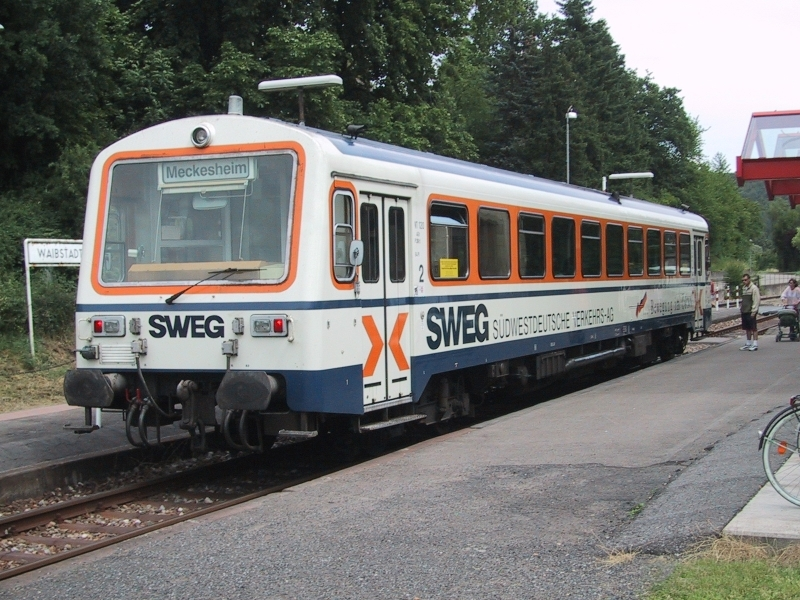
NE 81 der ersten Serie der SWEG

Die ersten Fahrzeuge wurden 1981 ausgeliefert. Die Württembergischen Nebenbahnen (WN) – die 1984 in der Württembergischen Eisenbahn-Gesellschaft (WEG) aufgingen – erhielten zwei Triebwagen und einen Steuerwagen, die Südwestdeutsche Verkehrs-Aktiengesellschaft (SWEG) sechs Triebwagen und die Kahlgrund Verkehrs-GmbH (KVG) zwei Triebwagen. Diese drei Bahngesellschaften wirkten auch bei der Entwicklung mit. Außerdem wurde ein Triebwagen an die Regentalbahn (RAG) geliefert. Die Fahrzeuge der ersten Lieferung haben Drehgestelle von Orenstein & Koppel (O&K) und eine Höchstgeschwindigkeit von 80 km/h. Aus zweiter Hand erhielten später die Schwäbische Alb-Bahn (SAB), die Nord-Ostsee-Bahn (NOB), die Hochwaldbahn (HWB) und die Westfrankenbahn (WFB) je einen Triebwagen. Zwei Triebwagen gab die SWEG 1994 an die Albtal-Verkehrs-Gesellschaft (AVG) ab, sie wurden jedoch bei einem Unfall 1998 zerstört.
1985 wurde eine weitere Serie aufgelegt, beliefert wurde die SWEG mit zwei Triebwagen, zwei Beiwagen und sechs Steuerwagen, die Regentalbahn erhielt einen Triebwagen und zwei Steuerwagen und die KVG zwei Steuerwagen. Ab 1985 wurden Drehgestelle von Waggon Union eingebaut, die eine Höchstgeschwindigkeit von 90 km/h ermöglichen. Drei Steuerwagen gingen 1994 an die AVG, heute ist einer davon bei der SWEG und zwei bei der WEG – davon einer zum Beiwagen umgebaut.
Ein Fahrzeug der WEG wurde 2014 von Thales übernommen und wird als Erprobungsträger für ETCS verwendet. Für über mehrere Jahre geplante Testfahrten im Digitalen Knoten Stuttgart wurde das Fahrzeug später umgebaut.

### Zweite Serie

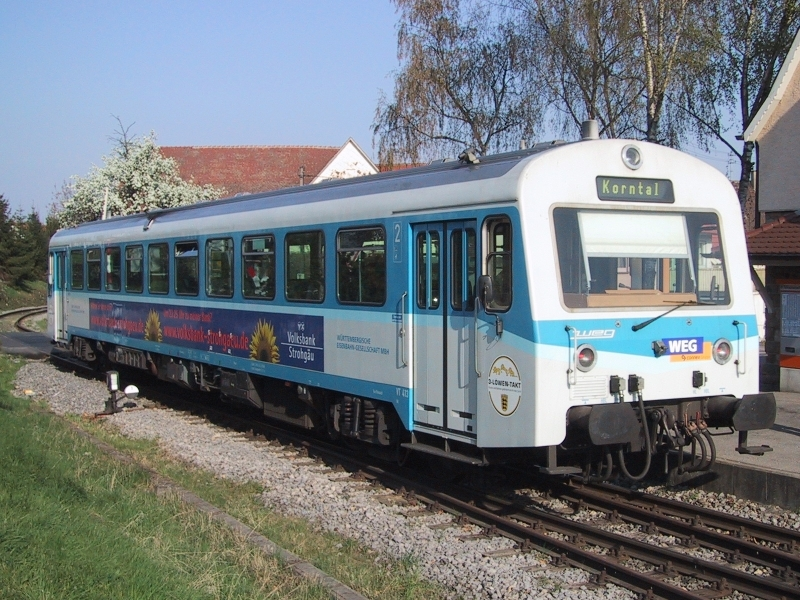
NE 81 der zweiten Serie der WEG, hier im Einsatz auf der Strohgäubahn

Im Jahr 1993 wurde eine modifizierte Form ausgeliefert. Hierbei wurden neue Sitze eingebaut und die Front mit neuen Scheinwerfern versehen. Die Frontscheibe wurde verkleinert und anstelle der integrierten Rollbandanzeige eine separate Matrixanzeige zum Anzeigen des Fahrtziels eingebaut. Die Motorleistung stieg auf 2×250 kW an, die Höchstgeschwindigkeit auf 100 km/h. Die letzten Fahrzeuge wurden 1995 bereits vom Unternehmen ABB Henschel ausgeliefert, das die Waggon Union übernommen hatte. Die Lieferung der letzten Serie ging 1994 und 1995 an die WEG (zwei Triebwagen und ein Steuerwagen für die Strohgäubahn sowie drei Triebwagen und zwei Steuerwagen für die Wieslauftalbahn), an die KVG (ein Triebwagen), an die HzL (drei Triebwagen und ein Steuerwagen) und drei Triebwagen an die Bodensee-Oberschwaben-Bahn (BOB). Letztere verkaufte ihre Fahrzeuge 2006 an die HzL für den Einsatz auf dem Seehäsle, wo sie bis Ende 2008 verkehrten; inzwischen sind sie bei der SWEG im Einsatz. Der Triebwagen der KVG ist heute bei der Deutschen Bahn.
Zu weiteren Neuauslieferungen kam es nicht mehr, da seit 1996 mit dem Regio-Shuttle von Adtranz (heute Stadler Rail) ein niederfluriges und wesentlich stärkeres Fahrzeug zur Verfügung steht, das auf Konzepten des NE 81 beruht und in der Variante mit Schraubenkupplung auch eine gemischte Vielfachsteuerung mit NE 81 ermöglicht.
2016 kaufte die Schwäbische-Alb-Bahn von der WEG den Triebwagen VT 413 und den Steuerwagen VS 250, damit hat sie nun je drei Trieb- und Steuerwagen.
Ebenfalls in diesem Jahr kaufte die Gesellschaft für Eisenbahnbetrieb mbH von der WEG den Triebwagen VT 412 und den Beiwagen VB 241 für ihre Verkehre auf der Schwäbischen Waldbahn.
Die Hochwaldbahn betreibt einen Triebwagen für Gelegenheitsverkehre. Aufgrund der Auslieferung neuer niederfluriger und klimatisierter Triebwagen und entsprechender Anforderungen bei Streckenausschreibungen dienen viele NE 81 nur noch als Reserve. 2013 erwarben die EGP (Eisenbahngesellschaft Potsdam, für ihr Tochterunternehmen HANS) den VT 120 und zwei VB von der SWEG.

## Einsatzgebiete

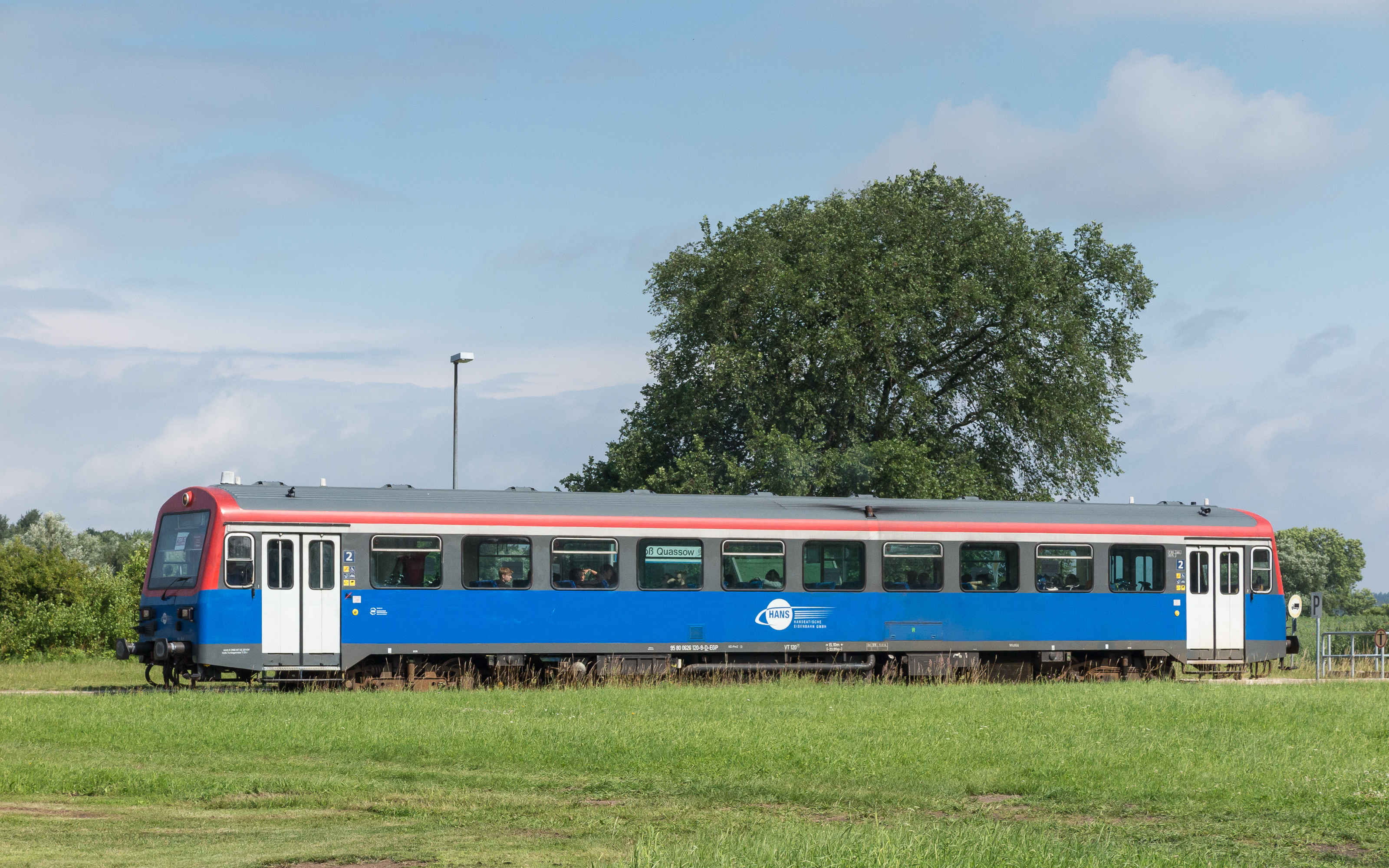
NE 81 der Hanseatischen Eisenbahn GmbH in Groß Quassow, 2016

### Privatbahnen
2021 setzten noch folgende Gesellschaften den NE 81 ein:
| Betrieb                               | Anzahl VT | Anzahl VS | Anzahl VB | Fahrzeugnummern                                                                     | Strecken                                                                    |
| ------------------------------------- | --------- | --------- | --------- | ----------------------------------------------------------------------------------- | --------------------------------------------------------------------------- |
| SWEG                                  | 1?        | 1?        | 0         | VT 125 (abgestellt), VT 127, VS 200, VS 202                                         | evtl. alle Fahrzeuge abgegeben                                              |
| WEG                                   | 2         | 2         | 0         | VT 421, VT 422, VS 425, VS 426                                                      | Wieslauftalbahn                                                             |
| SVG                                   | 2         | 2         | 0         | VT 02, VT 08, VS 29 (nicht in Betrieb), VS30                                        | Gessertshausen–Markt Wald                                                   |
| Hanseatische Eisenbahn (HANS)         | 2         | 0         | 1         | VT 43, VT 120, VB 240                                                               | abgestellt in Meyenburg nach Fristablauf                                    |
| Schwäbische Alb-Bahn (SAB)            | 7         | 3         | 1         | VT 410, VT 411, VT 413, VT 128, VT 129, VT 41, VT 43, VS 16, VS 201, VS 250, VB 241 | Ulm – Schelklingen – Münsingen – Engstingen – Trochtelfingen – Gammertingen |
| Gesellschaft für Eisenbahnbetrieb mbH | 1         | 1         | 0         | VT 412, VS 220                                                                      | Wieslauftalbahn / gelegentlich bundesweiter Einsatz                         |
| Thales                                | 1         | 0         | 0         | VT 420                                                                              | Erprobungsträger für ETCS                                                   |

Im Januar 2021 hat die Schwäbische Alb-Bahn die vier mit ihrem Bestand baugleichen NE81 VT 41, VT 42, VT43 und VS 16 sowie den Packwagen der ehemaligen HzL von der SWEG in Gammertingen gekauft.

### DB-Baureihen 626 und 926

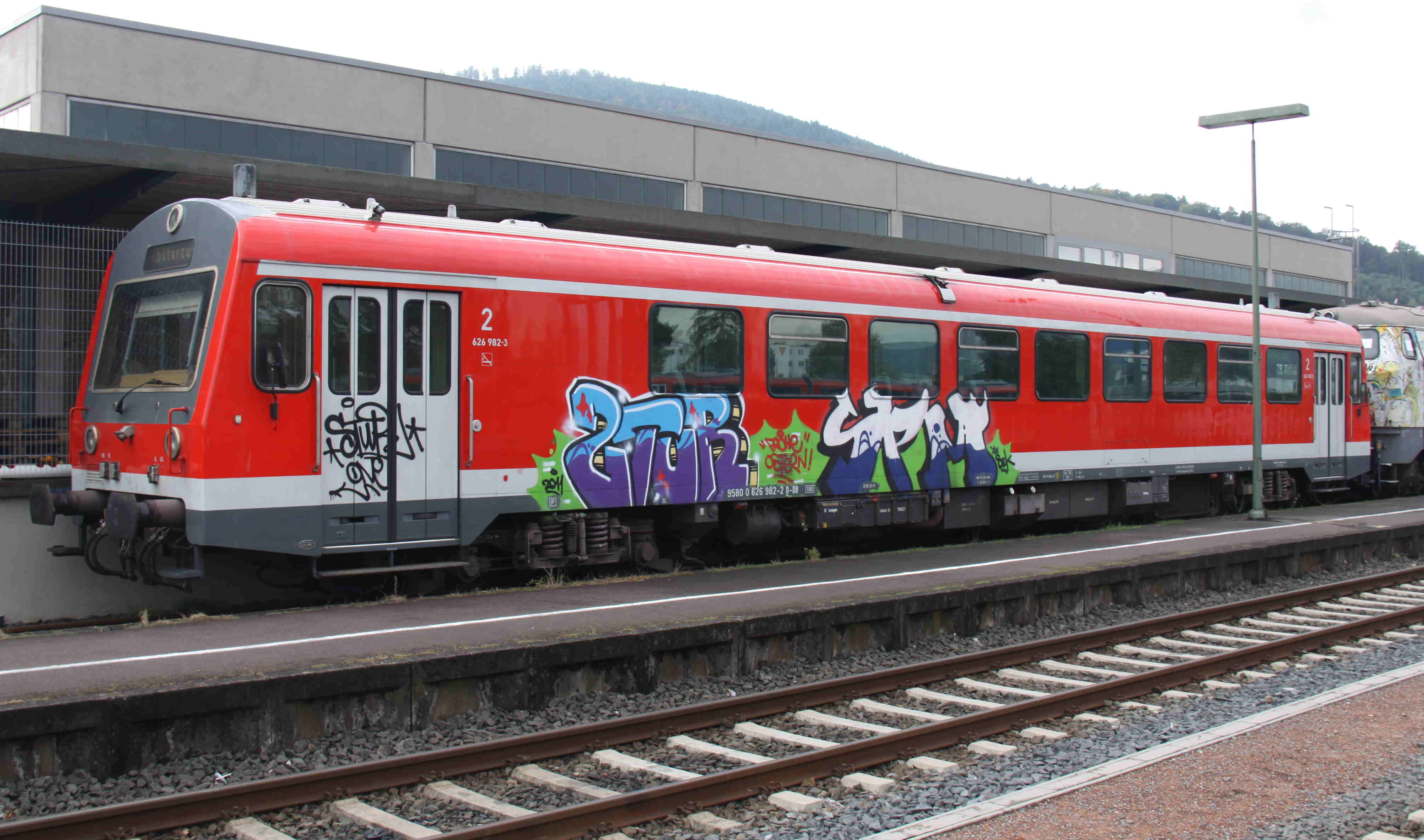
Triebwagen 626 982 der Westfrankenbahn, 2012

Im Herbst 2006 übernahm die Deutsche-Bahn-Tochtergesellschaft Westfrankenbahn (WFB) von der KVG – an der sie mit 28 Prozent des Stammkapitals beteiligt ist – drei Triebwagen und zwei Steuerwagen, die nach dem im Dezember 2005 erfolgten Betreiberwechsel auf der Bahnstrecke Kahl–Schöllkrippen von dieser nicht mehr benötigt wurden. Die Deutsche Bahn integrierte die Fahrzeuge unter den Baureihenbezeichnungen 626 bzw. 926 in den Bestand, ferner wurden die Fahrzeuge nach dem aktuellen verkehrsroten Farbkonzept von DB Regio umlackiert. Sie dienen als betriebliche Reserve und werden aufgrund ihrer Zugkraft auch vor Bauzügen oder als Schleppfahrzeug bei Überführungsfahrten eingesetzt.
Der Steuerwagen 926 984-6 (ehemals KVG VS 184) und der Triebwagen VT 43 (ehemals KVG VT 80) gingen schließlich in den Besitz der HWB über. Im Dezember 2012 wurde der VT 43 von dieser an die Eisenbahngesellschaft Potsdam (EGP) weiterverkauft und läuft seit 7. Januar 2013 mit neuer Lackierung im Planeinsatz an der Mecklenburgischen Seenplatte und in der Prignitz.

## Verbleib der Fahrzeuge
| Bezeichnung(en)                  | Baujahr | NVR-Nummer               | Bahngesellschaften                                                    | Bemerkungen | erhalten | im Einsatz |
| -------------------------------- | ------- | ------------------------ | --------------------------------------------------------------------- | --- | -------- | ---------- |
| VT 120                           | 1981    | 95 80 0626 120-9 D-HANS  | SWEG, 2013: EGP, 2014: HANS                                           | 2010–2013 bei SWEG abgestellt, Aufbereitung bei EGP, seit 2014 bei Hanseatische Eisenbahn (626 120-9 D-HANS)                                       | ja       | nein       |
| VT 121                           | 1981    | 95 80 0626 121-7 D-HZL   | SWEG, 2008: HZL                                                       | 2016 bei HZL in Gammertingen nach Fristablauf verschrottet                                                                                         | nein     | ---        |
| VT 122                           | 1981    | 95 80 0626 122-5 D-SWEG  | SWEG                                                                  | 2011 bei SWEG nach Unfall verschrottet, davor Ersatzteilspender                                                                                    | nein     | ---        |

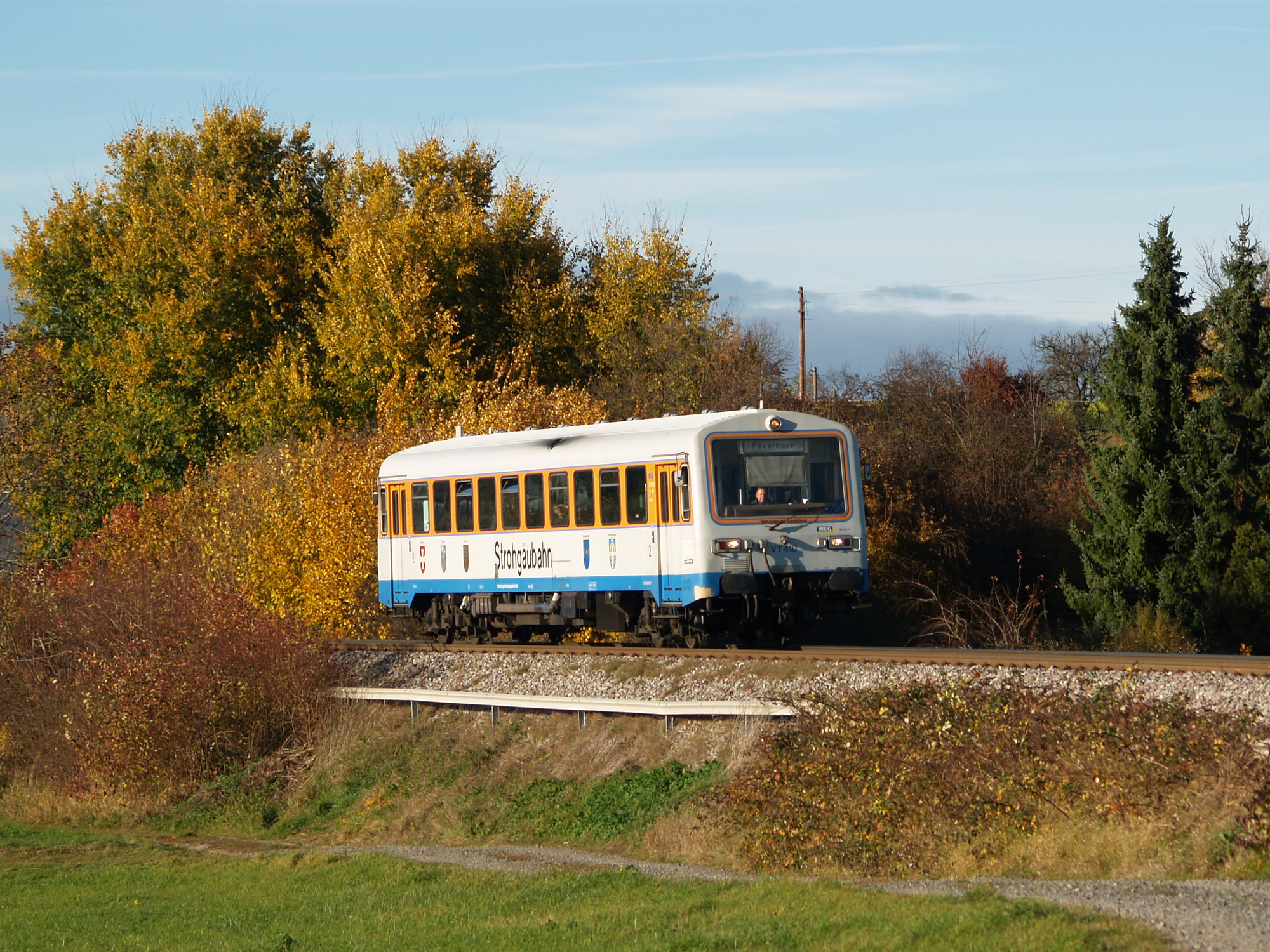
NE 81 der ersten Serie der WEG, hier VT 410 im Originallack bei Korntal

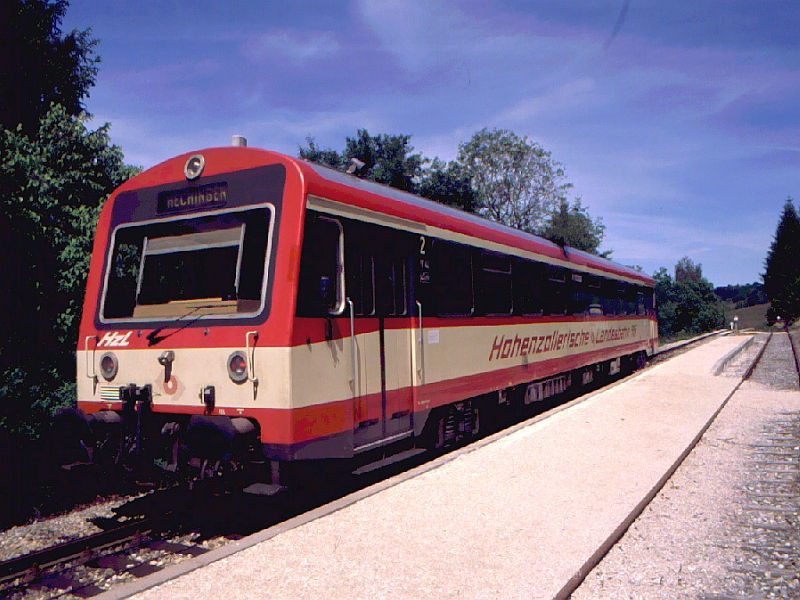
NE 81 der zweiten Serie der HzL

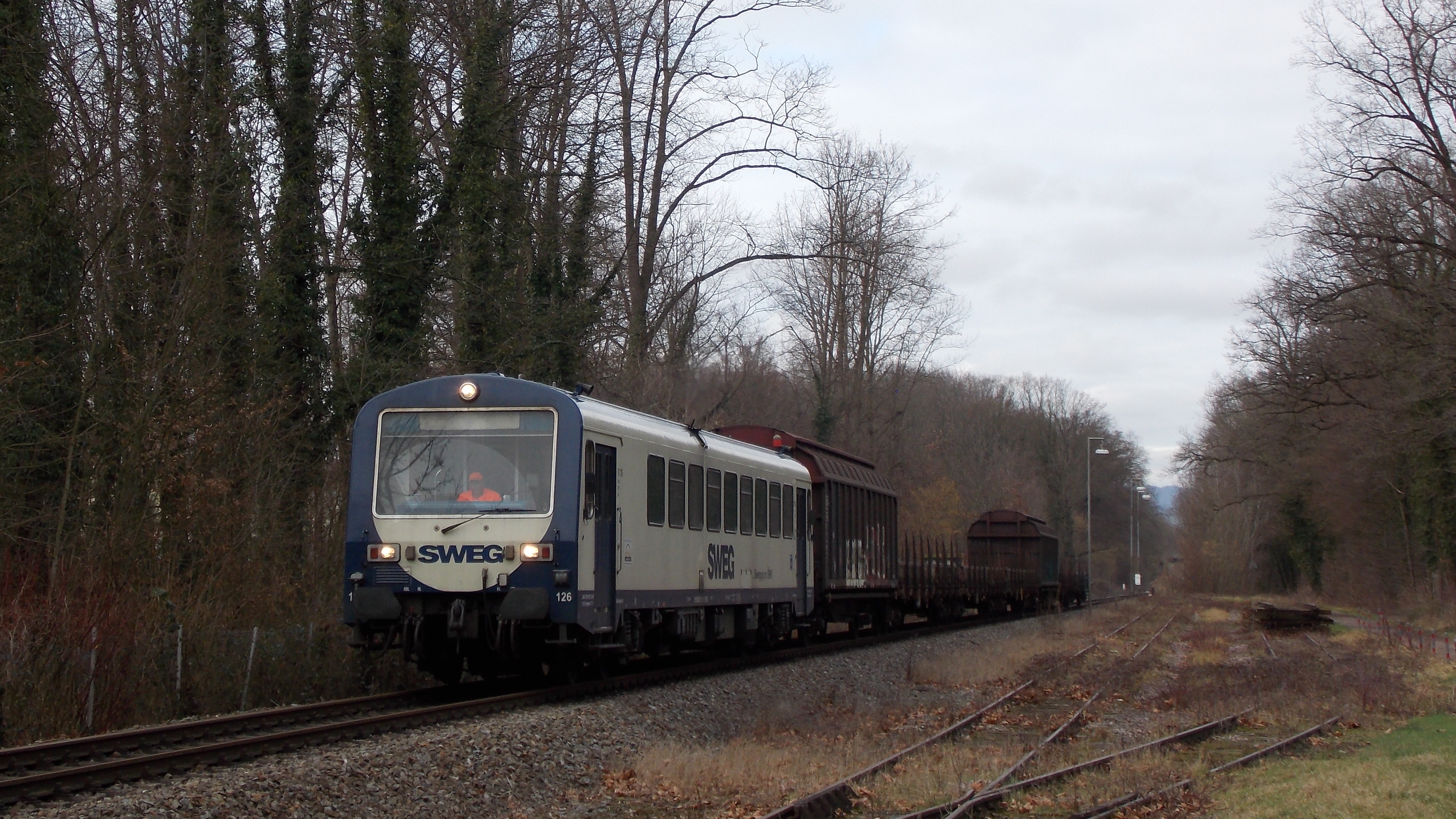
NE 81 „VT 126“ der SWEG im Einsatz als Schlepptriebwagen mit Güterzug

| VT 123 1994: VT 453              | 1981    | –                        | SWEG, 1994: AVG, 1998: WEG                                            | Fahrzeug erlitt 1998 bei AVG bei Zusammenstoß mit VT 454 einen Totalschaden, 1998 an WEG, dort Ersatzteilspender, 2001 bei WEG in Weissach zerlegt | nein     | ---        |
| VT 124 1994: VT 454              | 1981    | –                        | SWEG, 1994: AVG                                                       | Fahrzeug erlitt 1998 bei Zusammenstoß mit VT 453 einen Totalschaden, 1999 bei AVG verschrottet                                                     | nein     | ---        |
| VT 125                           | 1981    | 95 80 0626 125-8 D-OTTO  | SWEG, 2019: Technischer Handel Otto Rentschler, 2021: Einsatz bei AVL | 2015 nach Überfahren einer Gleissperre in Ottenhöfen abgestellt                                                                                    | ja       | nein       |
| VT 410                           | 1981    | 95 80 0626 410-4 D-SAB   | WEG, 2013: SAB                                                        | Fahrzeug bei SAB seit 2014 abgestellt in Münsingen, Ersatzteilspender                                                                              | ja       | nein       |
| VT 411                           | 1981    | 95 80 0626 044-1 D-SAB   | WEG, 2003: NOB, 2011: WEG, 2013: SAB                                  | Abgestellt. Warten auf HU | ja       | nein       |
| VT 80 2006: VT43                 | 1981    | 95 80 0626 043-3 D-HANS  | KVG 80, 2006: HWB, 2013: EGP, neue HU, 2014: HANS                     | | ja       | nein       |
| VT 81                            | 1981    | 95 80 0626 981-4 D-WEE   | KVG, 2006: DB 626 981, 2018: WEE                                      | | ja       | ja         |
| VT 02                            | 1981    | 95 80 0626 002-9 D-STVG  | RBG, 2016: Staudenbahn                                                | Fahrzeug seit 2016 bei Staudenbahn Augsburg | ja       | nein       |
| VS 220                           | 1982    | 95 80 0926 220-4 D-SAB   | WEG, 2013: SAB, 2019: Gesellschaft für Eisenbahnbetrieb               | Fahrzeug in Schorndorf abgestellt, wurde vermutlich gegen VB241 getauscht                                                                          | ja       | nein       |
| VS 29                            | 1985    | 95 80 0626 029-2 D-STVG  | RBG, 2016: Staudenbahn                                                | abgestellt | ja       | nein       |
| VS 30                            | 1985    | 95 80 0626 030-0 D-STVG  | RBG, Staudenbahn                                                      | in Betrieb | ja       | ja         |
| VT 08                            | 1985    | 95 80 0626 008-6 D-STVG  | RBG, Staudenbahn Neulack                                              | in Betrieb | ja       | ja         |
| VS 183                           | 1985    | 95 80 0926 983-7 D-WEE   | KVG, 2006: DB 926 983-8; 2018: WEE                                    | Fahrzeug erhielt verkehrsrote Lackierung | ja       | nein       |
| VS 184                           | 1985    | 95 80 0926 984-5 D-WEE   | KVG, 2006: DB 926 984-6; 2018: WEE                                    | Fahrzeug erhielt verkehrsrote Lackierung | ja       | ja         |
| VS 200 1994: VS 470 2002: VS 200 | 1985    | 95 80 0926 200-6         | SWEG, 1994: AVG, 2002: SWEG; ?                                        | Fahrzeug ging nach Unfall der AVG-Triebwagen VT 453 + VT 454 zurück an SWEG                                                                        | ja       | ja         |
| VS 201 1994: VS 471 2004: VS 201 | 1985    | 95 80 0926 201-4 D-SAB   | SWEG, 1994: AVG, 2004: WEG, 2013: SAB                                 | im Einsatz | ja       | ja         |
| VS 202                           | 1985    | 95 80 0926 202-2 D-THADE | SWEG, ?: THALES                                                       | im Einsatz | ja       | ja         |
| VS 203                           | 1985    | –                        | SWEG                                                                  | Fahrzeug erlitt 2006 einen Brandschaden, wurde danach verschrottet                                                                                 | Nein     | ---        |
| VS 204                           | 1985    | 95 80 0926 204-8 D-SWEG  | SWEG                                                                  | 2018 bei SWEG in Offenburg verschrottet | nein     | ---        |
| VB 240                           | 1985    | 95 80 0926 240-2 D-HANS  | SWEG, 2013: EGP (Kennung D-HANS)                                      | für Sonderzüge der Hanseatischen Eisenbahn im Einsatz                                                                                              | ja       | nein       |
| VB 241 1994: VB 477 2004: VB 241 | 1985    | 95 80 0926 241-0 D-DBK   | SWEG, 1994: AVG, 2004: WEG 2016: Schwäbische Waldbahn, 2019: SAB      | Fahrzeug steht in Münsingen als Materiallager für die Werkstatt Vermutlich getauscht gegen VS220                                                   | ja       | nein       |
| VB 242                           | 1985    | 95 80 0926 242-8 D-EGP   | SWEG, 2013: EGP (Hanseatische Eisenbahn)                              | als Ersatzteilspender in Meyenburg abgestellt | ja       | nein       |
| VT 126                           | 1985    | 95 80 0626 126-6 D-SWEG  | SWEG                                                                  | März 2018 verschrottet | nein     | nein       |
| VT 127                           | 1985    | 95 80 0626 127-4 D-SWEG  | SWEG                                                                  | 2018 in Offenburg verschrottet | nein     | nein       |
| VT 82                            | 1993    | 95 80 0626 982-2 D-ALPHA | KVG, 2006: DB 626 982; 2018: WEE; 2022: Alpha Rail Team               | | ja       | ja         |
| VT 41                            | 1993    | 95 80 0626 141-5 D-SAB   | HzL; 2021 SAB                                                         | im Einsatz | ja       | ja         |
| VT 42                            | 1993    | 95 80 0626 142-3         | HzL; 2021 SAB; 2024 Vossloh                                           | im Einsatz | ja       | ja         |
| VT 43                            | 1993    | 95 80 0626 143-1 D-SAB   | HzL; 2021 SAB                                                         | abgestellt (Brandschaden 2020) | ja       | nein       |
| VS 16                            | 1993    | 95 80 0626 144-9 D-SAB   | HzL; 2021 SAB                                                         | im Einsatz | ja       | ja         |
| VT 412                           | 1993    | 95 80 0626 412-0 D-DBK   | WEG, 2016: Schwäbische Waldbahn                                       | Freizeitverkehr | ja       | ja         |
| VT 413                           | 1993    | 95 80 0626 413-8 D-SAB   | WEG, 2016 SAB                                                         | im Einsatz | ja       | ja         |
| VS 250                           | 1993    | 95 80 0926 250-1 D-SAB   | WEG, 2016 SAB                                                         | im Einsatz | ja       | ja         |
| VT 60 2009: VT 128               | 1993    | 95 80 0626 128-2 D-SAB   | BOB, 2005: HzL, 2009: SWEG, 2019: SAB                                 | im Einsatz | ja       | ja         |
| VT 61 2009: VT 129               | 1993    | 95 80 0626 129-0 D-SAB   | BOB, 2005: HzL, 2009: SWEG, 2019: SAB                                 | im Einsatz | ja       | ja         |
| VT 420                           | 1994    | 95 80 0626 420-3 D-THADE | ZVVW, 2001: WEG, ca. 2013 THALES                                      | Umbau zum ETCS-Messtriebwagen | ja       | ja         |
| VT 421                           | 1994    | 95 80 0626 421-1 D-WEG   | ZVVW                                                                  | Totalschaden durch Hochwasser | ja       | nein       |
| VT 422                           | 1994    | 95 80 0626 422-9 D-WEG   | ZVVW                                                                  | Totalschaden durch Hochwasser | ja       | nein       |
| VS 425                           | 1994    | 95 80 0926 425-9 D-WEG   | ZVVW                                                                  | Totalschaden durch Hochwasser | ja       | nein       |
| VS 426                           | 1994    | 95 80 0926 426-7 D-WEG   | ZVVW                                                                  | Totalschaden durch Hochwasser | ja       | nein       |
| VT 62 2009: VT 130               | 1994    | 95 80 0626 130-8 D-SAB   | BOB, 2005: HzL, 2009: SWEG 2020: SAB                                  | In Weiden 2022 verschrottet | nein     | nein       |

## Galerie

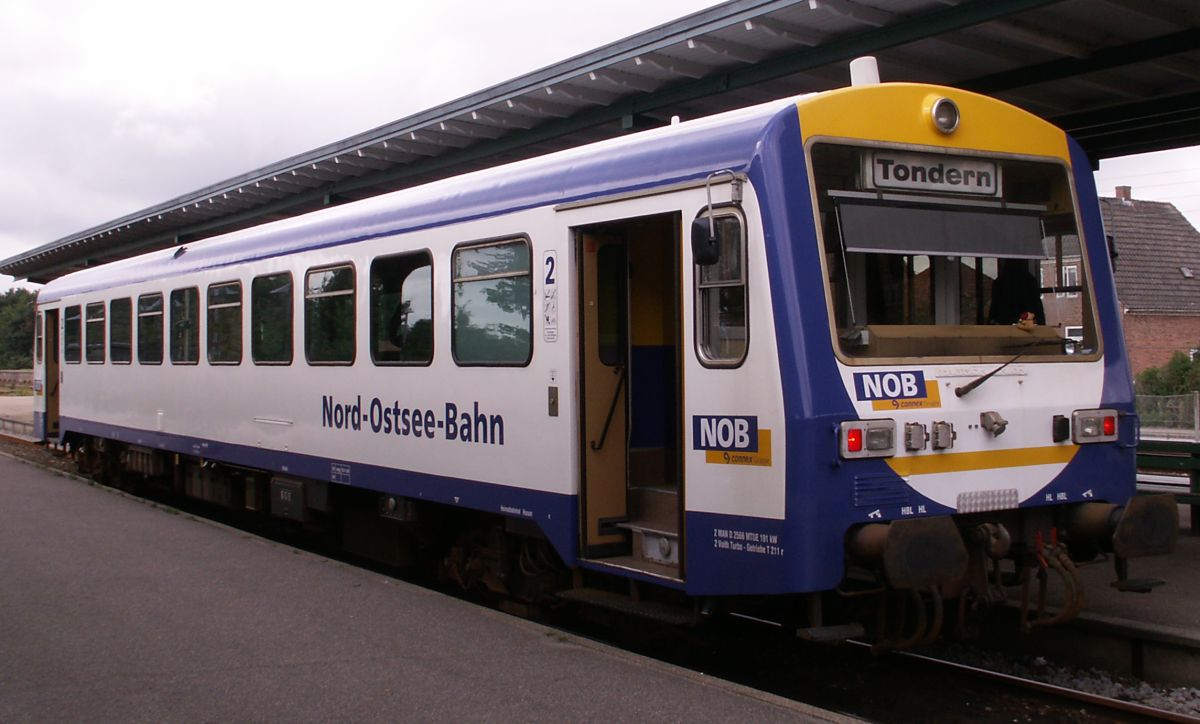
NE 81 der ersten Serie der NOB
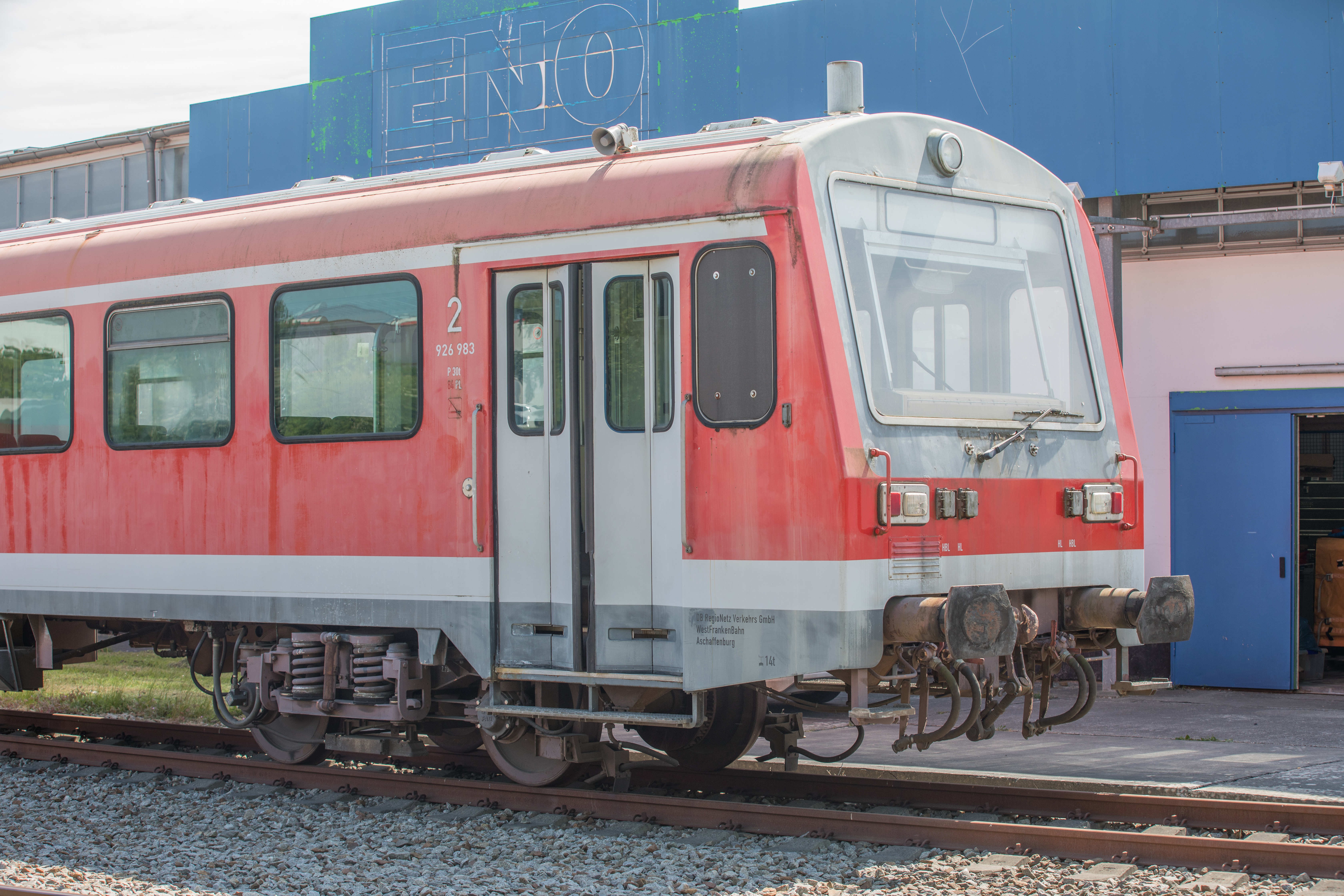
NE-81-Steuerwagen der ersten Serie, Detailansicht
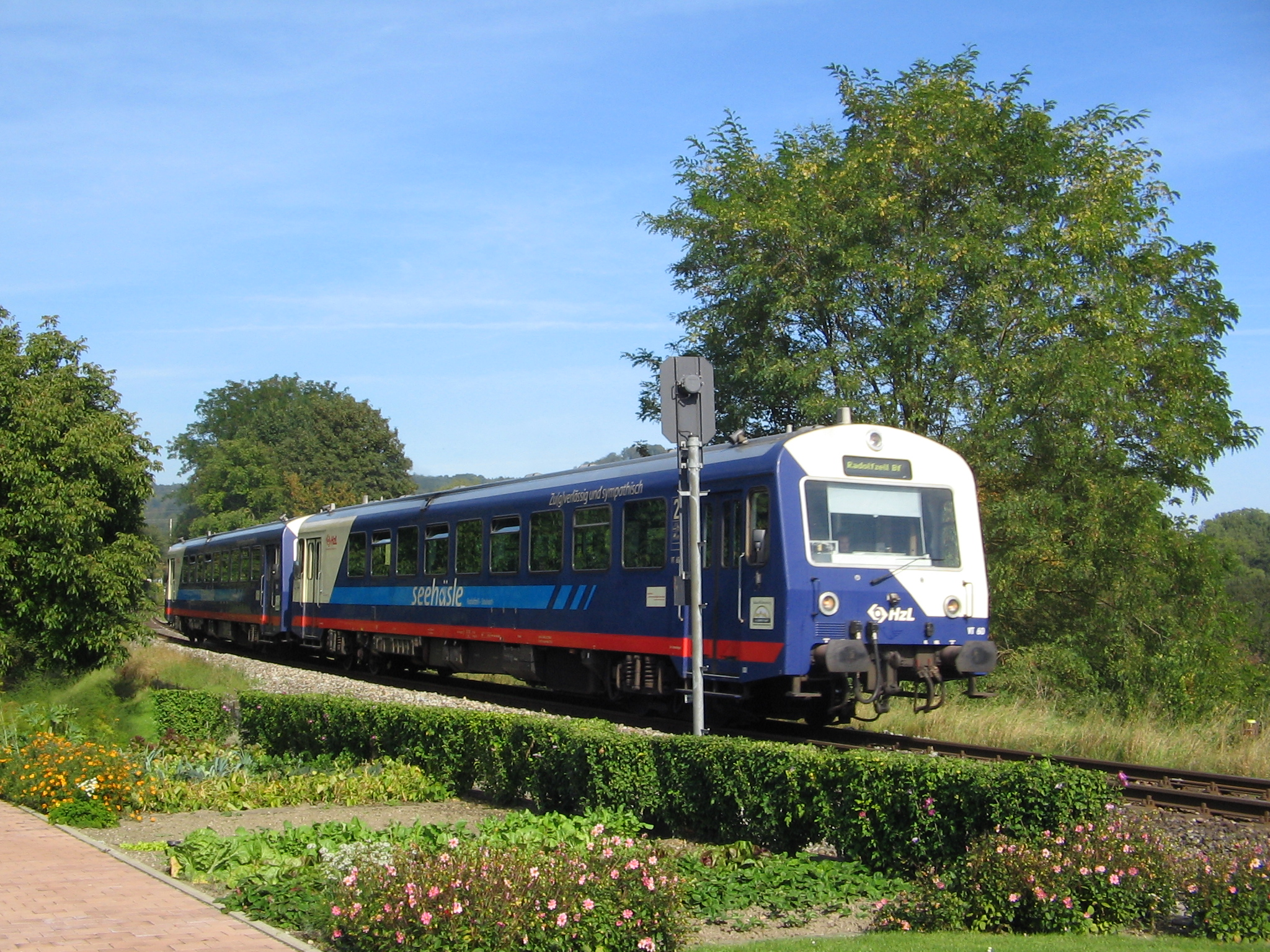
Doppeltraktion NE 81 der zweiten Serie der HzL auf dem Seehäsle, wo sie bis Ende 2008 im Einsatz waren
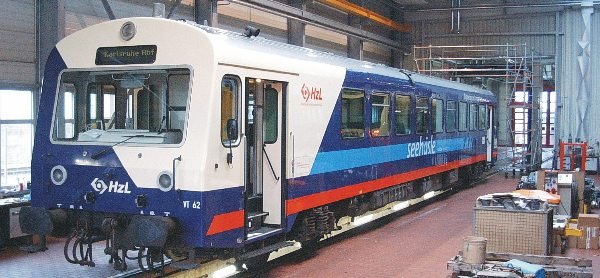
NE 81 (ex BOB) der HzL im Seehäsle-Design im Betriebswerk Immendingen
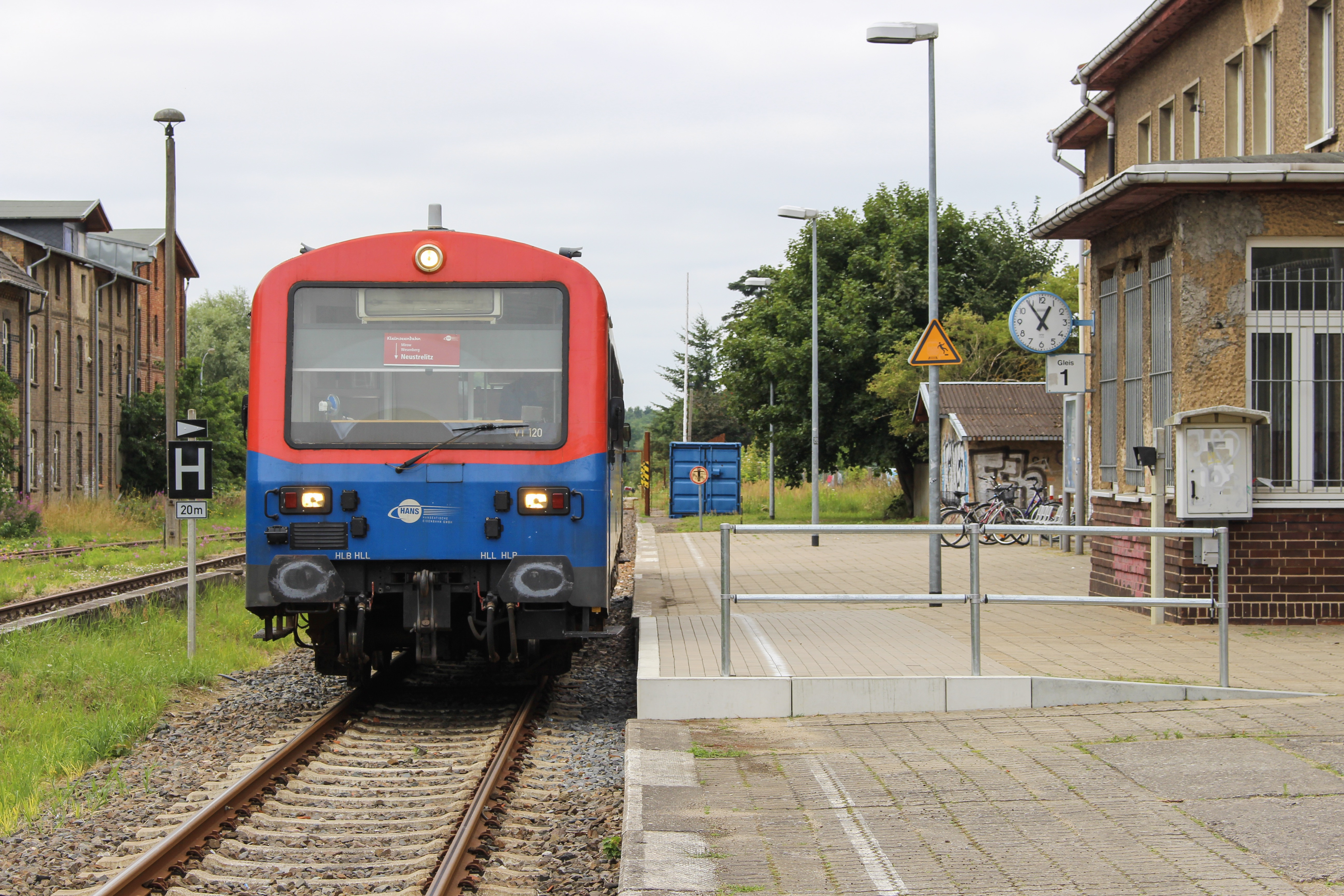
NE 81 der HANS in alter Lackierung
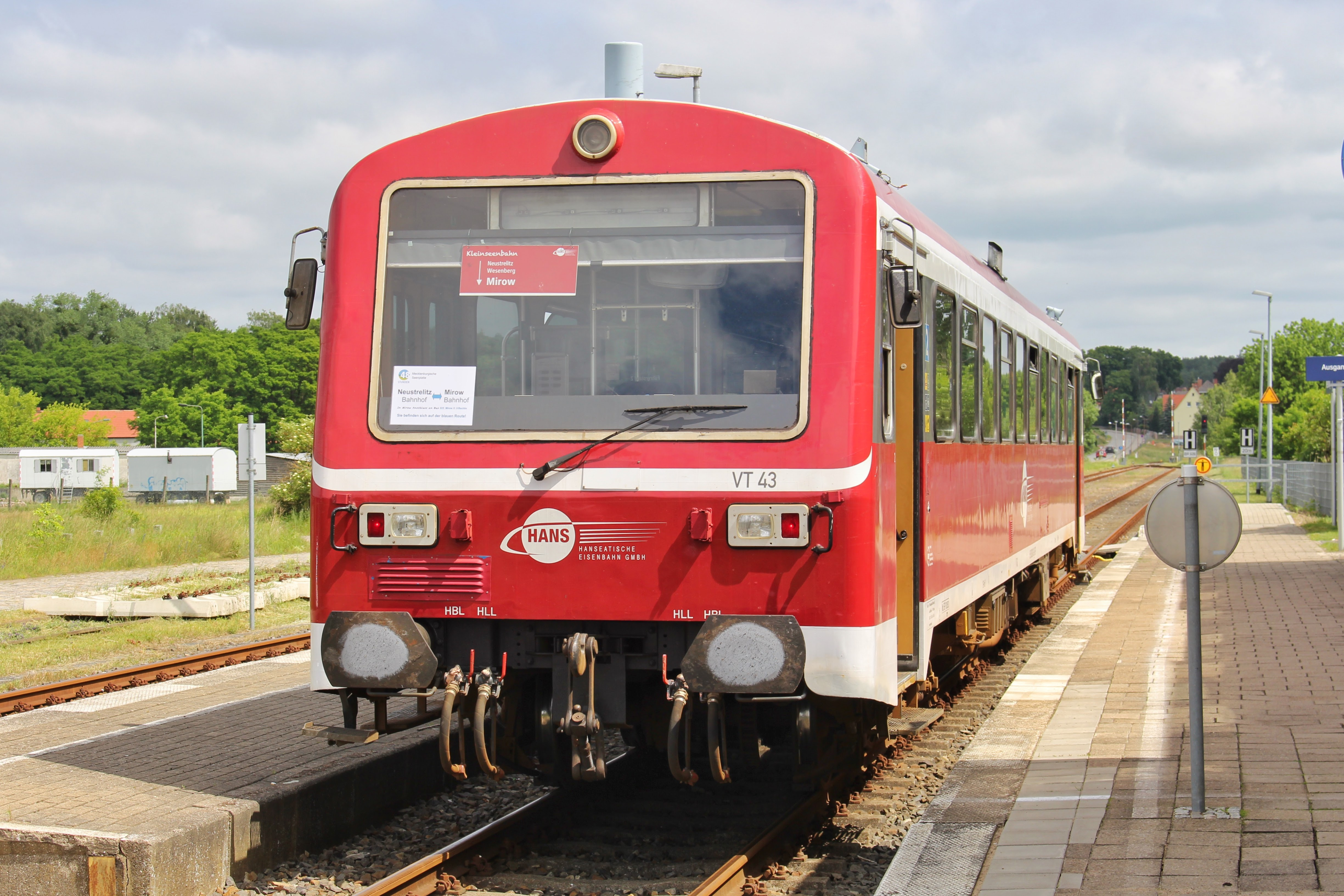
NE 81 der HANS in aktueller Lackierung
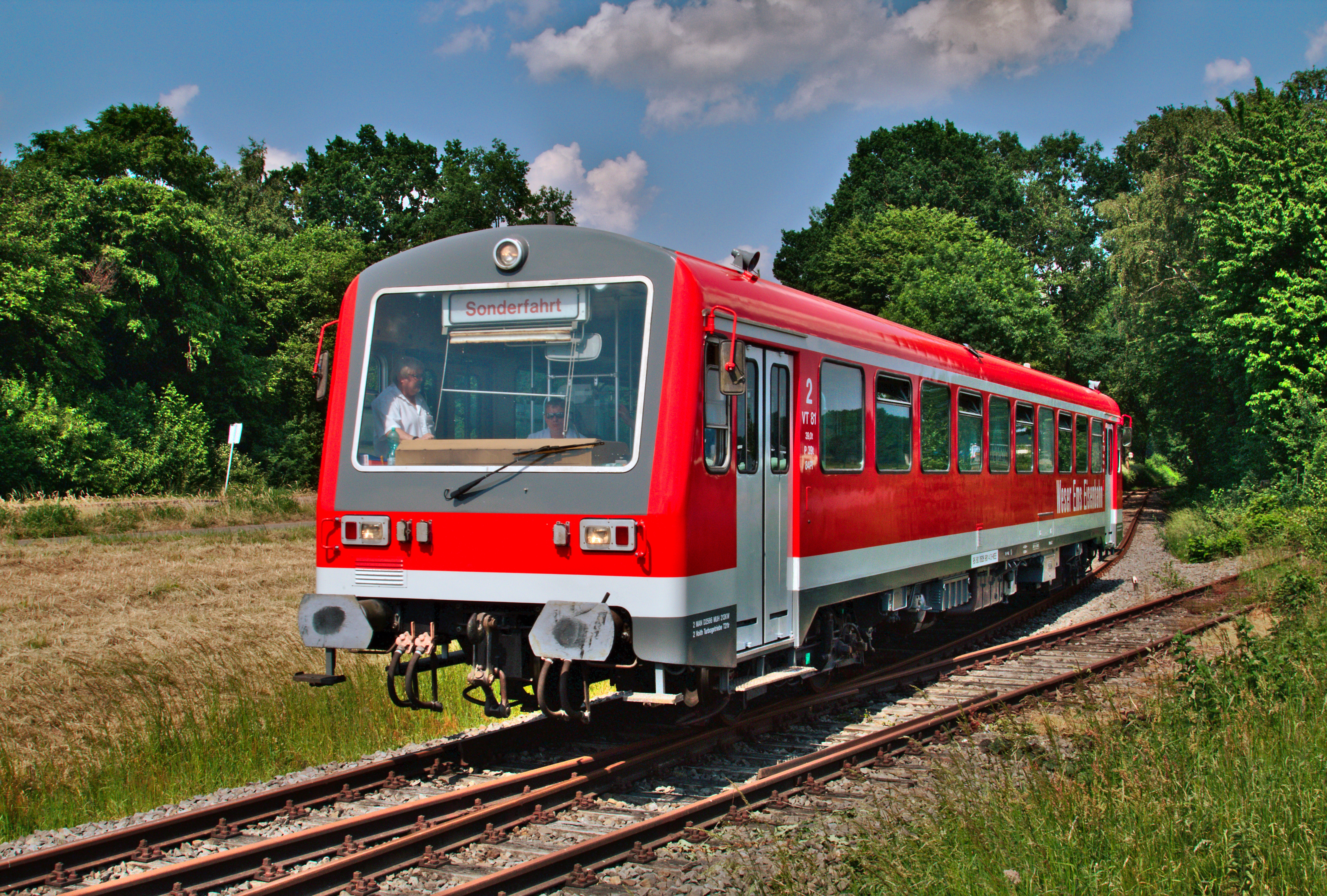
NE 81 in verkehrsrot bei der Weser-Ems-Eisenbahn
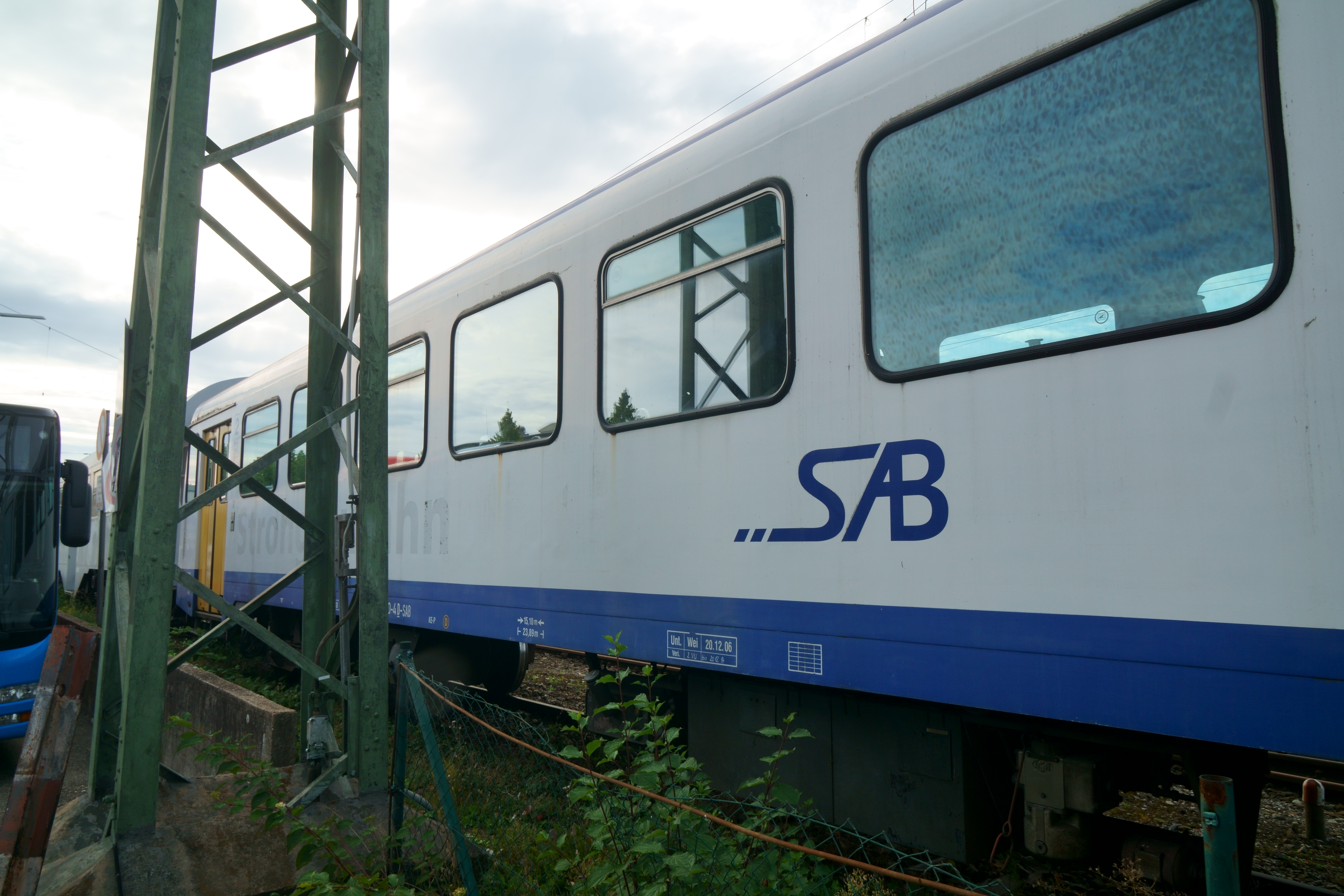
In Schorndorf abgestelltes Fahrzeug VS 220, zuvor bei WEG danach bei SAB im Einsatz.